# Hyloniscus rilensis
Hyloniscus rilensis är en kräftdjursart som beskrevs av Mehely 1929. Hyloniscus rilensis ingår i släktet Hyloniscus och familjen Trichoniscidae. Inga underarter finns listade i Catalogue of Life.